# Providentia (Feuerversicherung)
Die Providentia war eine deutsche Feuerversicherung.
Sie wurde am 5. November 1856 in Frankfurt am Main gegründet. Erster Generaldirektor wurde Albrecht Varrentrapp. Bereits in den folgenden Jahren dehnte die Providentia ihr Geschäft auf die deutschen Staaten aus.
1926 erfolgte die formelle Fusion mit der Allianz-Versicherung.